# Saint-Sulpice-d'Arnoult
Saint-Sulpice-d'Arnoult /sɛ̃sylpisdaʁˈnu/ è un comune francese di 915 abitanti situato nel dipartimento della Charente Marittima nella regione della Nuova Aquitania.

## Società

### Evoluzione demografica
Abitanti censiti